# Cantó de Montflanquin
El cantó de Montflanquin és un cantó francès del departament d'Òlt i Garona, situat al districte de Vilanuèva d'Òlt. Té 12 municipis i el cap és Montflanquin.

## Municipis
- Gavaudun
- La Capèla Biron
- La Caussada
- Laussou
- Montflanquin
- Montsegur
- Montanhac de Lèda
- Paulhiac
- Sant Aubin
- Salas
- La Sauvetat de Lèda
- Savinhac

## Història
| Data d'elecció                           | Identitat       | Partit | Qualitat |
| ---------------------------------------- | --------------- | ------ | -------- |
| 1973-1985                                | Yves Balségur   | UDF    |          |
| 1985-2004                                | Daniel Soulage  | UDF    |          |
| 2004-                                    | Marcel Calmette | PS     |          |
| les dades anteriors no són pas conegudes |                 |        |          |
|                                          |                 |        |          |

## Demografia
| 1962  | 1968  | 1975  | 1982  | 1990  | 1999  | 2006  |
| ----- | ----- | ----- | ----- | ----- | ----- | ----- |
| 5.388 | 5.722 | 5.539 | 5.583 | 5.818 | 5.677 | 5.988 |